# 細根山
細根山（ほそねやま）は、愛知県名古屋市緑区鳴海町字細根にある山。

## 地理
標高36mほどの小さな山で、山は森林（竹林）で覆われている。
山の一帯は「オアシスの森」（名古屋市による「オアシスの森づくり事業」）として一般に開放されており、山頂を経由する散策用の園路が整備されている。

## 歴史
細根山の一帯はかつて「小山園」と称し、鳴海の下郷家の別荘地であった。小山園は江戸時代中期より整備が進められ、松尾芭蕉も訪れたという。
小山園の特に景観の良い箇所を十四景として選別し、江戸時代の尾張名所図会にも「細根山 一名小山園」として掲載されていた。
1959年（昭和34年）9月の伊勢湾台風の影響で、小山園の建物はほぼ倒壊して現存しない。その後園の一部は宅地（URの鳴海団地など）として開発されたが、三吟塚や湛然堂（址）、妙音池、菅神廟（細根天満宮）など現代に残っているものもいくつか存在する。

## ギャラリー

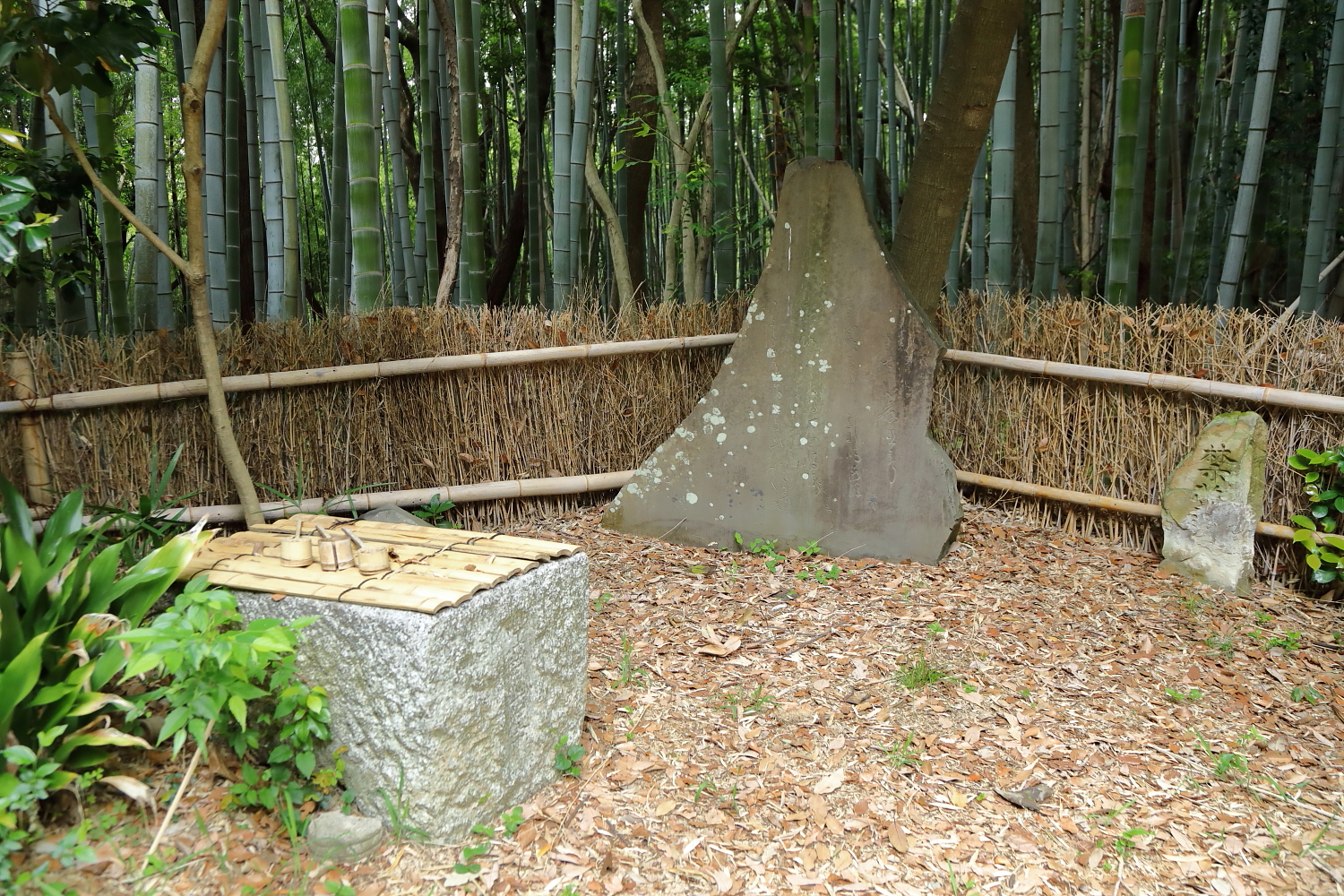
三吟塚 （2020年（令和2年）5月）
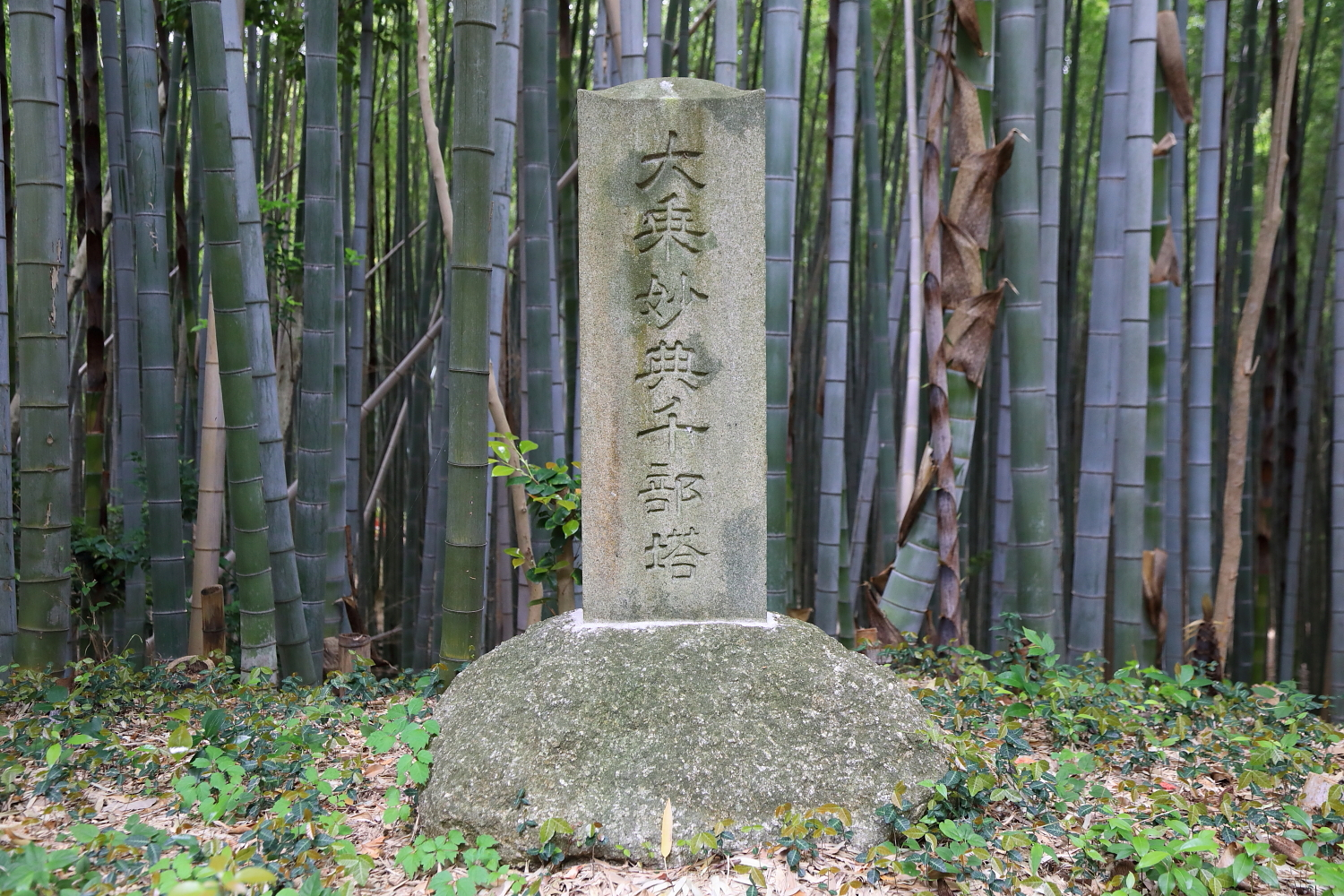
供養塔 （2020年（令和2年）5月）
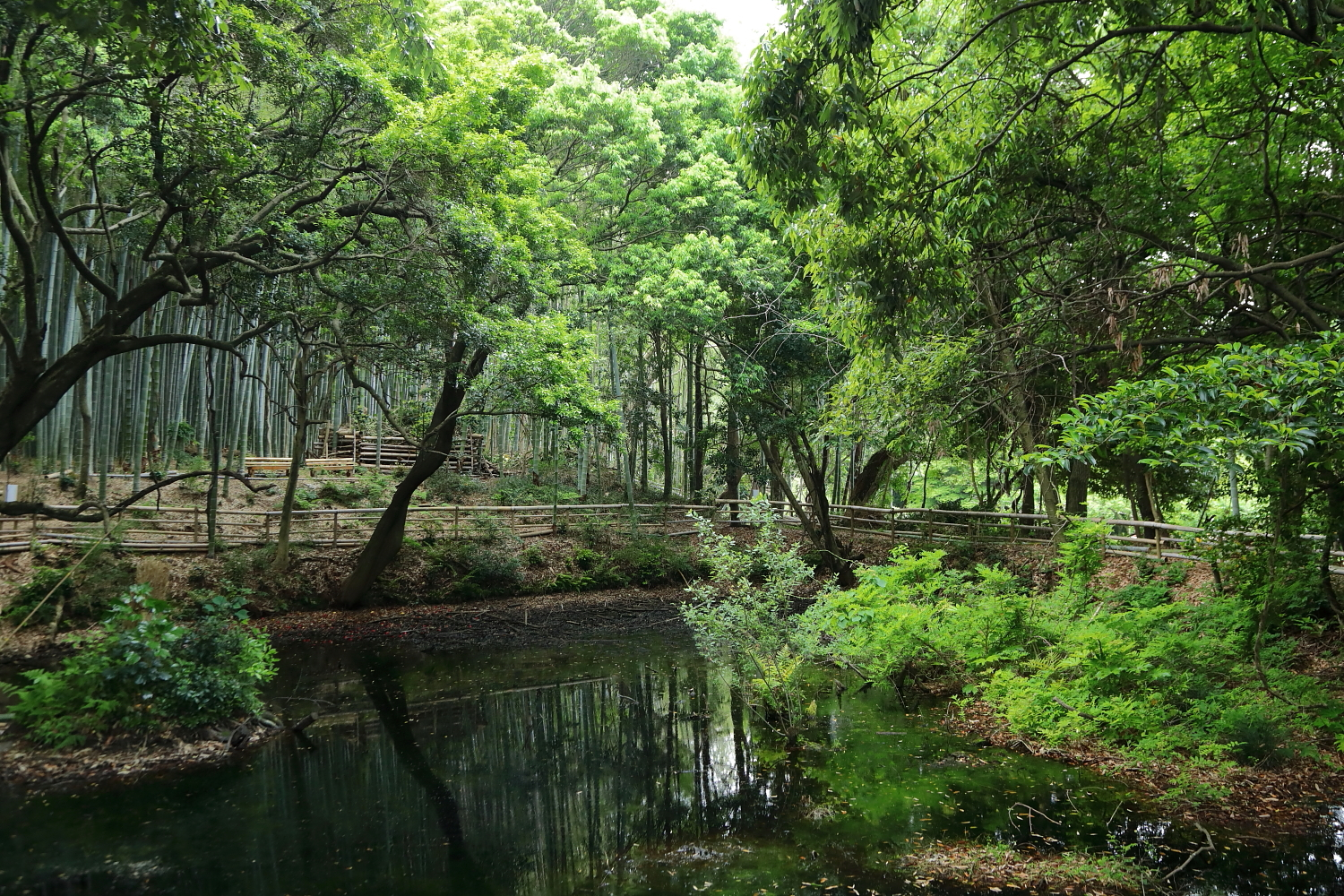
妙音池 （2020年（令和2年）5月）
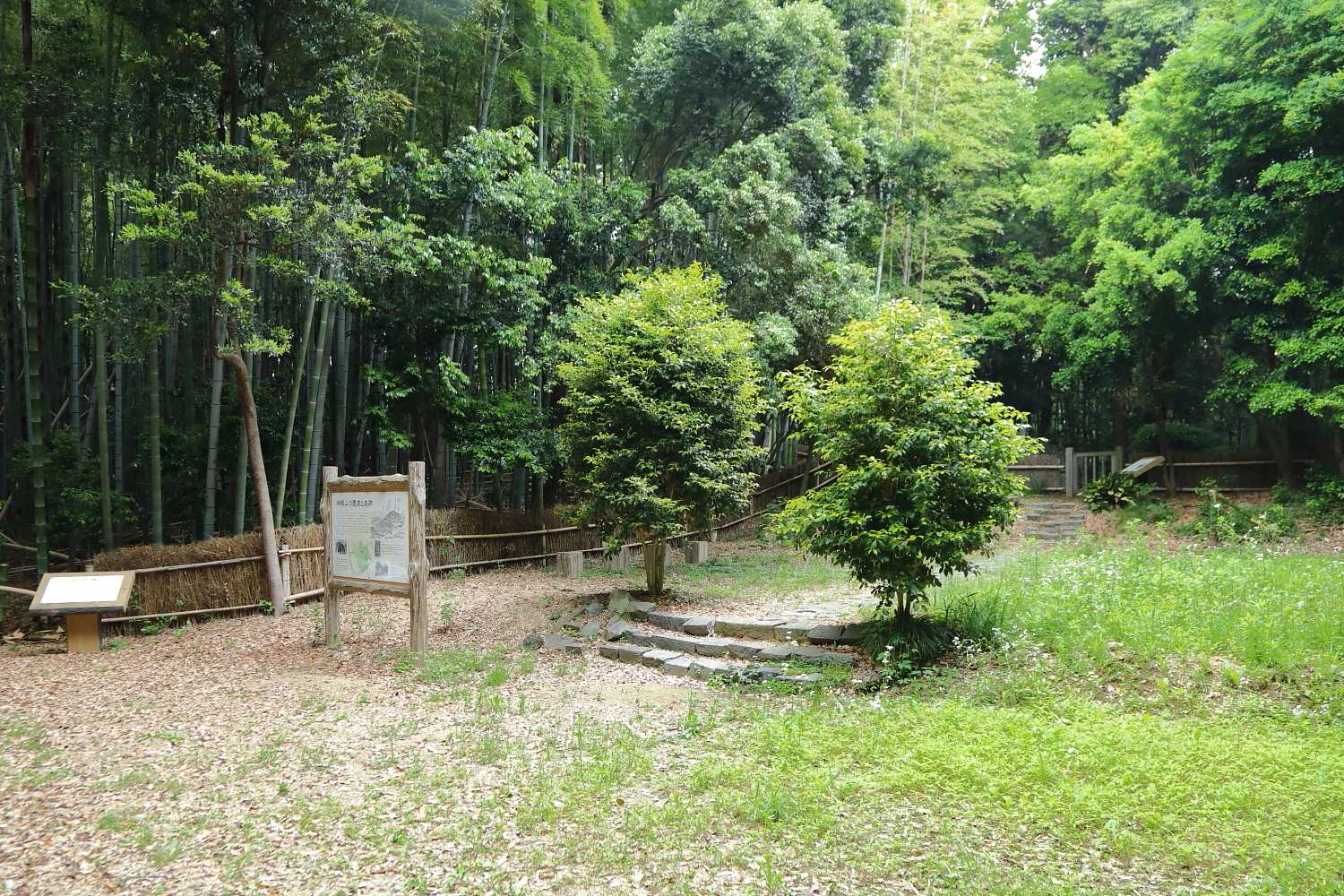
寂照庵跡 （2020年（令和2年）5月）
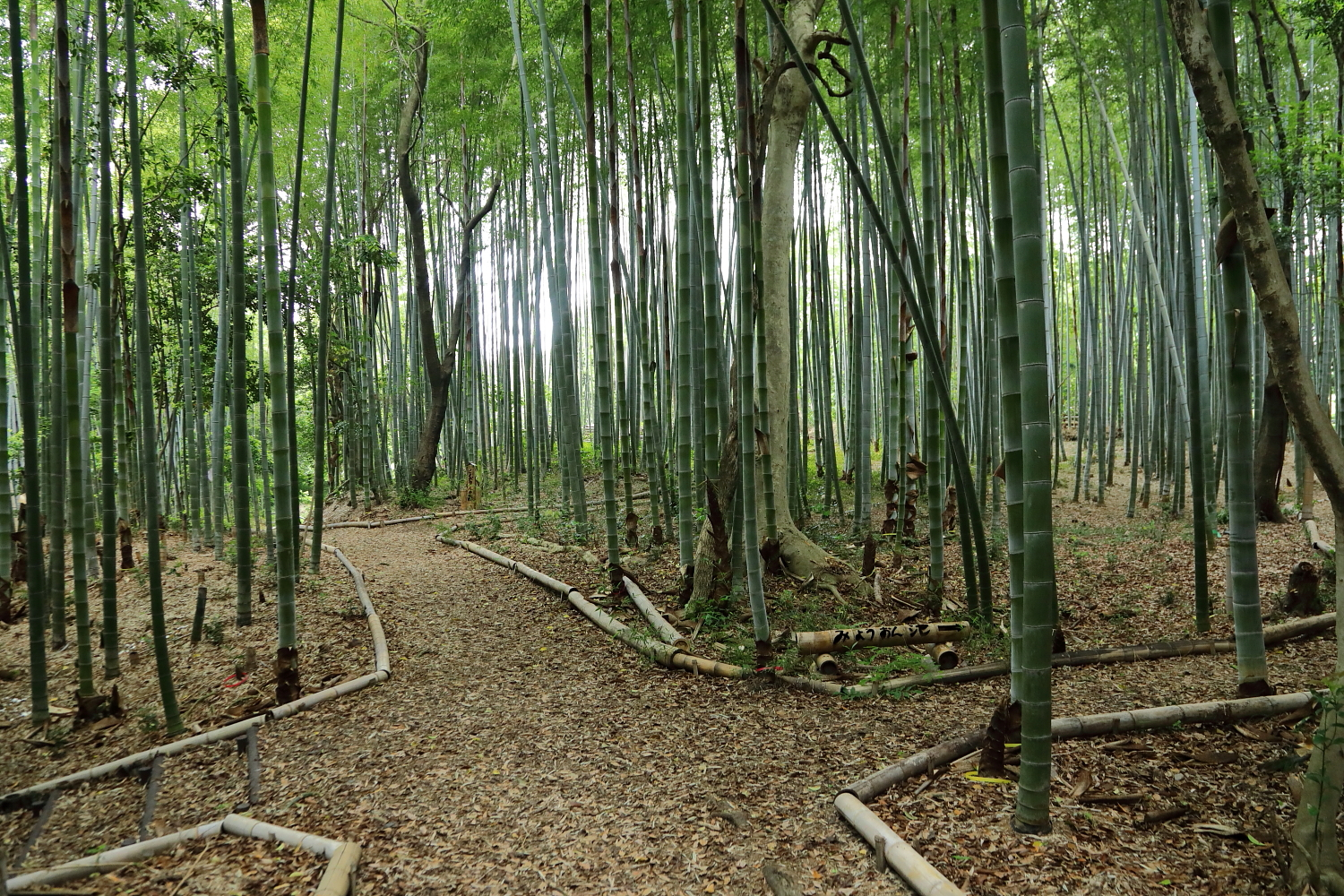
細根山オアシスの森　散策路 （2020年（令和2年）5月）
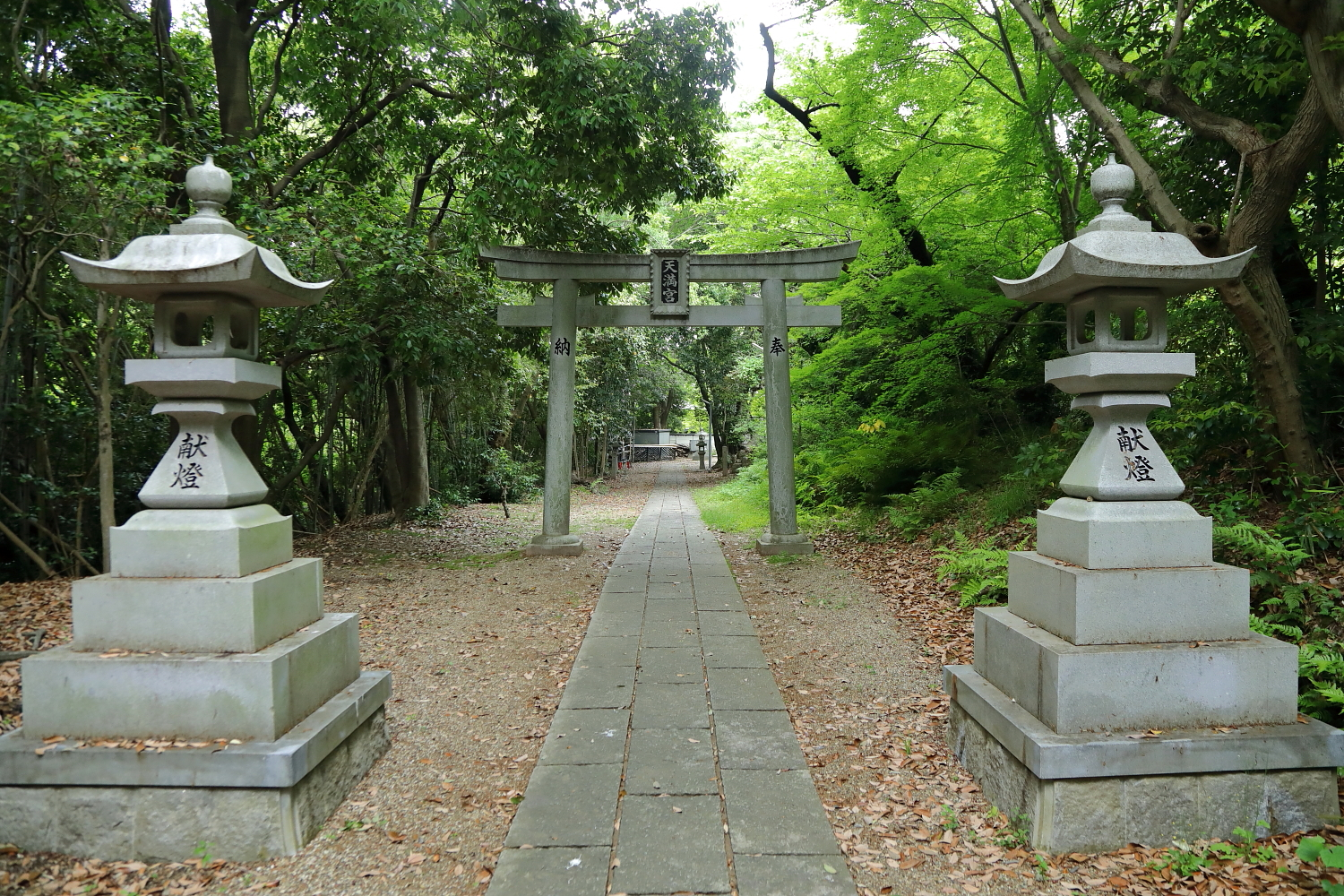
天満宮参道 （2020年（令和2年）5月）
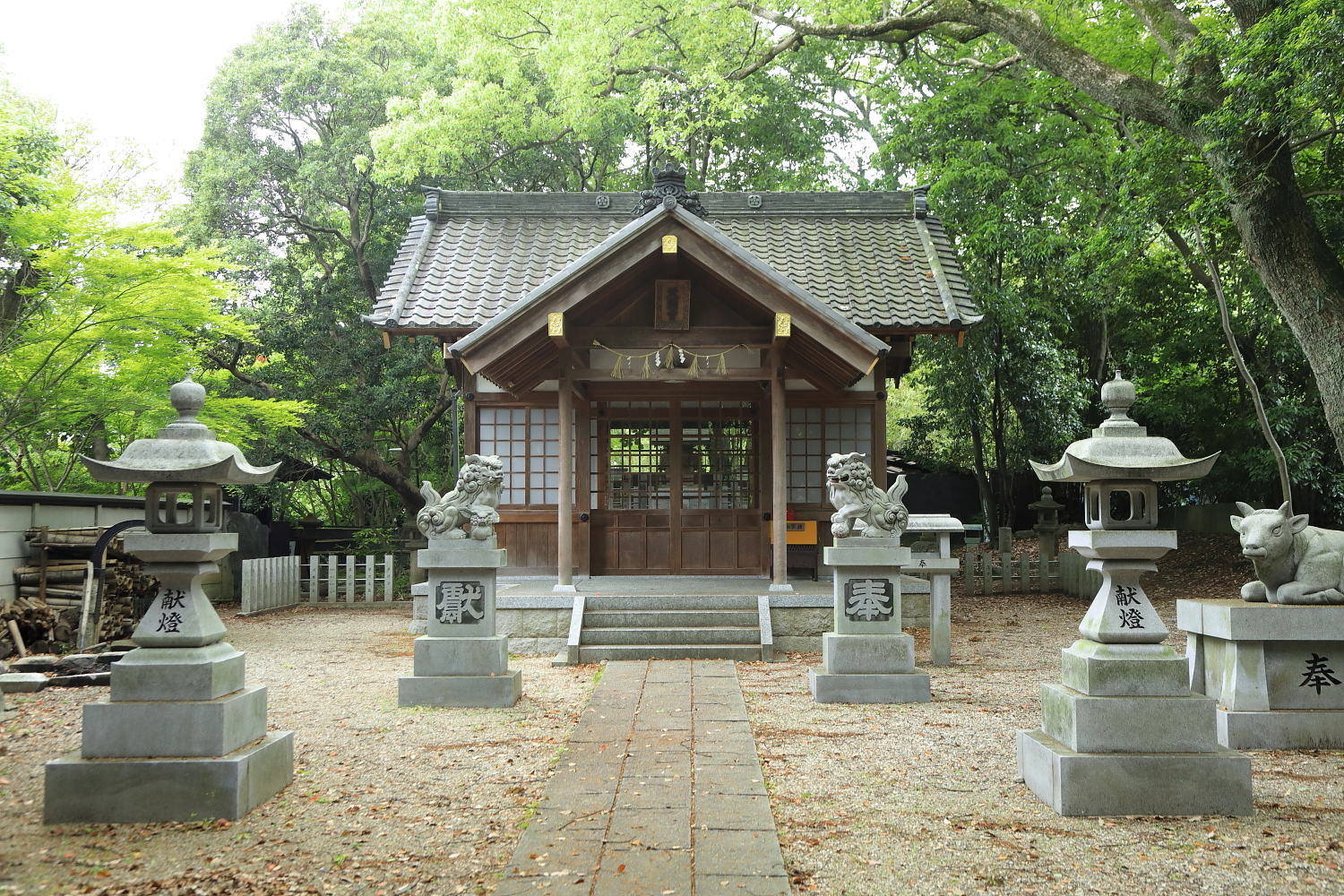
天満宮拝殿 （2020年（令和2年）5月）
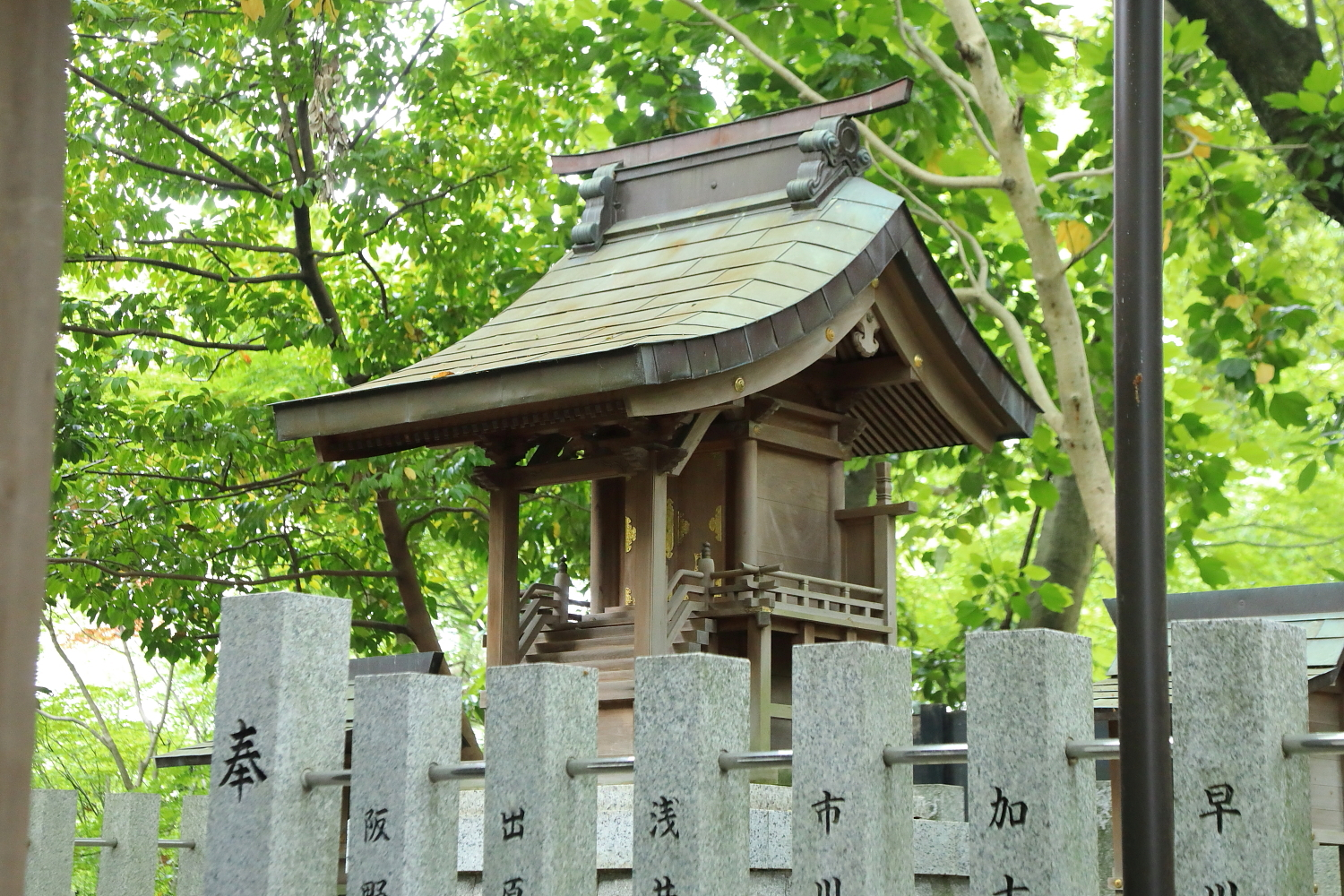
天満宮本殿 （2020年（令和2年）5月）
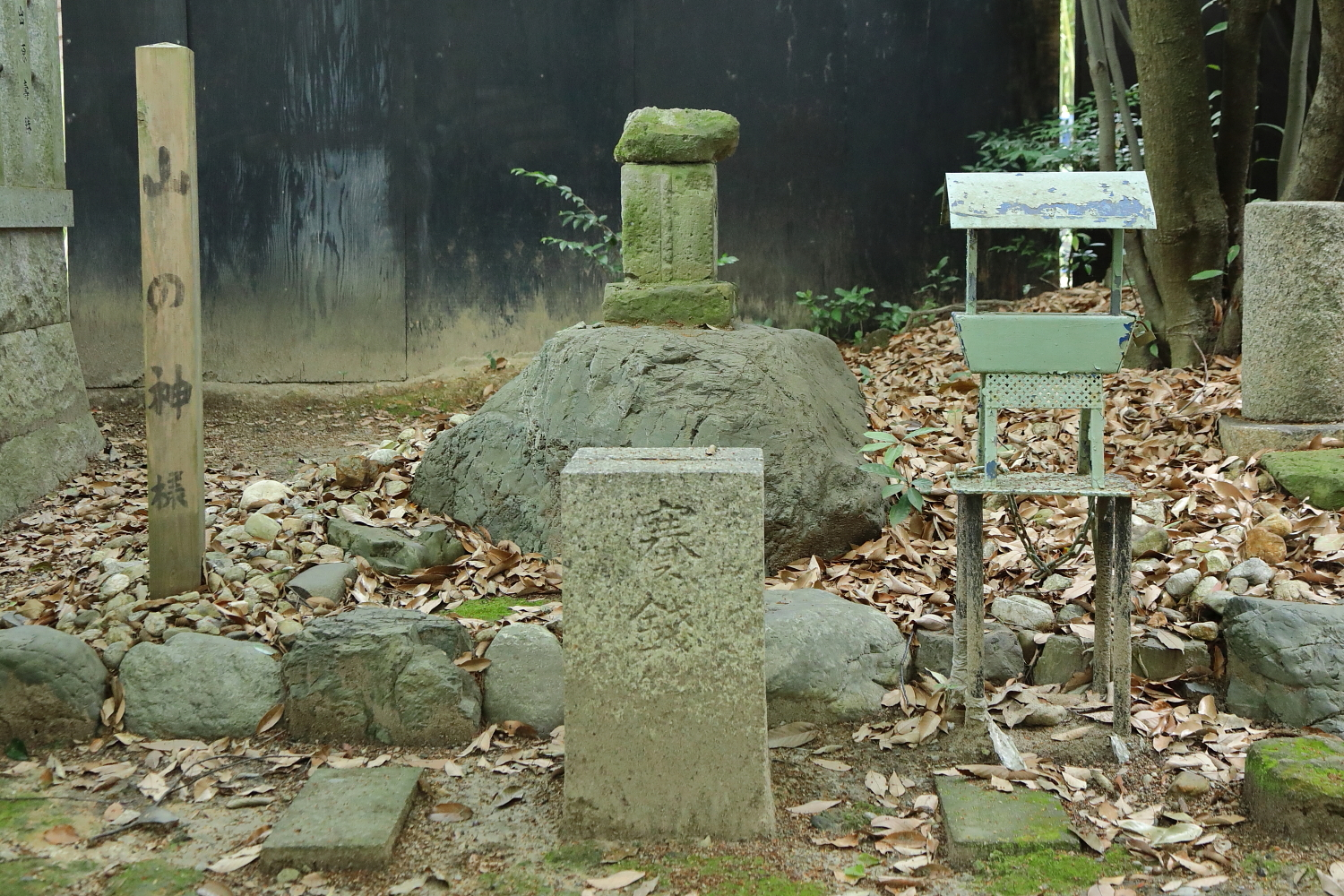
山の神 （2020年（令和2年）5月）
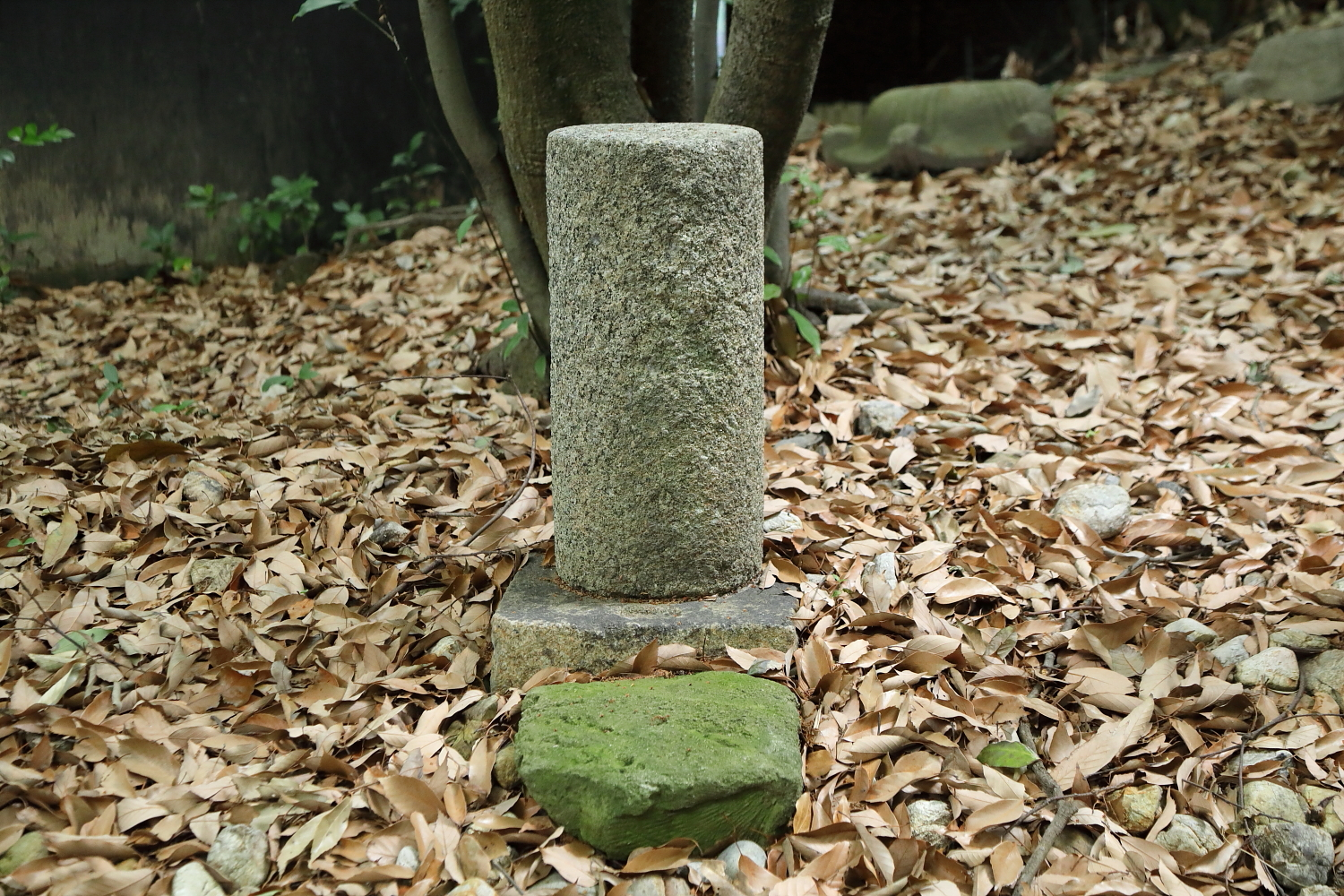
かりと様 （2020年（令和2年）5月）

## アクセス
- 名鉄名古屋本線 有松駅より北へ徒歩で約10分。